# エレノア (曲)
「エレノア」 (Elenore) は、タートルズが1968年に発表した楽曲。全米6位を記録。ニュージーランドでは1位を記録した。

## 概要
タートルズはデビューシングルの「悲しきベイブ」以後、「ハッピー・トゥゲザー」「She'd Rather Be with Me」などヒットに恵まれたが、それらはいずれもメンバー以外が作詞作曲した作品だった。1968年の同時代の多くの音楽グループがそうしようとしたように、タートルズも音楽の枠を拡大し、自分たち自身の曲を作ることを欲した。しかしレコード会社のホワイト・ホエール・レコードは彼らの要求をなかなか認めなかった。
「エレノア」はリードボーカリストのハワード・カイランによって書かれた。その頃にはメンバーのうち一人または一部だけで書かれたとしても、レコードには「タートルズ」名義でクレジットすることでグループの間で合意がなされていた。カイランは1974年のタートルズのコンピレーション・アルバム『Happy Together Again』のライナーノーツで「ホテルの部屋にこもって1時間で書き上げた」と述べ、2013年に発表された自伝では「30分で書いた」と述べた。2002年のコンピレーション・アルバム『Solid Zinc: The Turtles Anthology』では次のように述べている。
一部のミュージシャン（ザ・モンキーズ、バーズ、サイモン・アンド・ガーファンクルなど）の間で使われ始めていたモーグ・シンセサイザーをタートルズも導入。2番目のヴァースで聴くことができる。
1968年9月、シングルとして発売。ビルボード・チャートで6位を記録。イギリスでは7位、カナダでは4位、オーストラリアでは3位、ニュージーランドでは1位を記録した。1967年の年間チャートの80位を記録した。同年11月に発売された4番目のアルバム『The Turtles Present the Battle of the Bands』に収録された。
ハワード・カイランとマーク・ボルマンが組んだグループ、フロー＆エディーは1976年のアルバム『Moving Targets』で本作品をカバーした。